# Cuatrecasasiella
Cuatrecasasiella é um género botânico pertencente à família Asteraceae.
A autoridade do género é H. Rob. tendo sido publicado em Flora Neotropica, Monograph 39: 14. 1986.